# Леливелд, Юлиан
Юлиан Леливелд (нидерл. Julian Lelieveld; 24 ноября 1997 года, Арнем, Нидерланды) — нидерландский футболист, защитник польского клуба «Висла».

## Клубная карьера
Леливелд — воспитанник «Витесса», начинал заниматься в академии с девяти лет и закончил её в 2015 году. С сезона 2015/2016 привлекается к основному составу команды. 30 июля 2015 года дебютировал в команде в поединке Лиги Европы против «Саутгемптона», выйдя на замену на 90-й минуте вместо Кевина Дикса. В декабре 2015 года он подписал контракт до 2010 года.
1 мая 2016 года дебютировал в Эредивизи в поединке против «Утрехта», выйдя в основном составе и проведя на поле весь матч.
В мае 2022 года подписал трёхлетний контракт с клубом «Валвейк».
Летом 2025 года перешёл в краковскую «Вислу», подписав двухлетний контракт до середины 2027 года с возможностью продления ещё на год.

## Карьера сборной
Леливелд является постоянным игроком юношеских сборных Нидерландов всех возрастов. Принимал участие в квалификационных и элитных отборочных раундах к юношеским чемпионатам Европы. Является кандидатом на поездку на европейское первенство 2016 года среди юношей до 19 лет.